# Iriothyrsa
Iriothyrsa is een geslacht van vlinders van de familie kokermotten (Coleophoridae).

## Soorten
- I. melanogma Meyrick, 1908